# 훌리오 세사르 투르바이 아얄라
훌리오 세사르 투르바이 아얄라(Julio César Turbay Ayala, 1916년 6월 18일~2005년 9월 13일)는 콜롬비아의 정치인으로, 제25대 대통령을 지냈다. 1978년부터 1982년까지 콜롬비아의 대통령직을 맡았고, 1981년에는 전두환 대한민국 대통령과 회담을 하기도 했다.

## 개인적 생활
1948년 7월 1일, 그의 조카인 Nydia Quintero Turbay와 결혼했다. 또, 4명의 자녀가 있었다. 하지만, 로마카톨릭 교회에 의해서 취소되었다. 그리고 1986년, 오랜 동반자인 Amparo Canal와 결혼했다.
그의 특이한 특질은 나비 넥타이를 매는 것인데, 콜롬비아에서는 흔히 볼 수 없다.
그의 손자인 미겔 우리베 투르바이였다.

## 죽음
2005년 9월 13일에, 만 89세의 나이로 숨을 거두었다. 보고타의 육군 기지인 Canton Norte에 묻혔다.

## 역대 선거 결과
| 선거명      | 직책명            | 대수 | 정당            | 득표율 | 득표수      | 결과 | 당락                 |
| ----------- | ----------------- | ---- | --------------- | ------ | ----------- | ---- | -------------------- |
| 1978년 선거 | 콜롬비아의 대통령 | 25대 | 콜롬비아 자유당 | 49.50% | 2,503,681표 | 1위  | 콜롬비아 대통령 당선 |